# Microbrachis

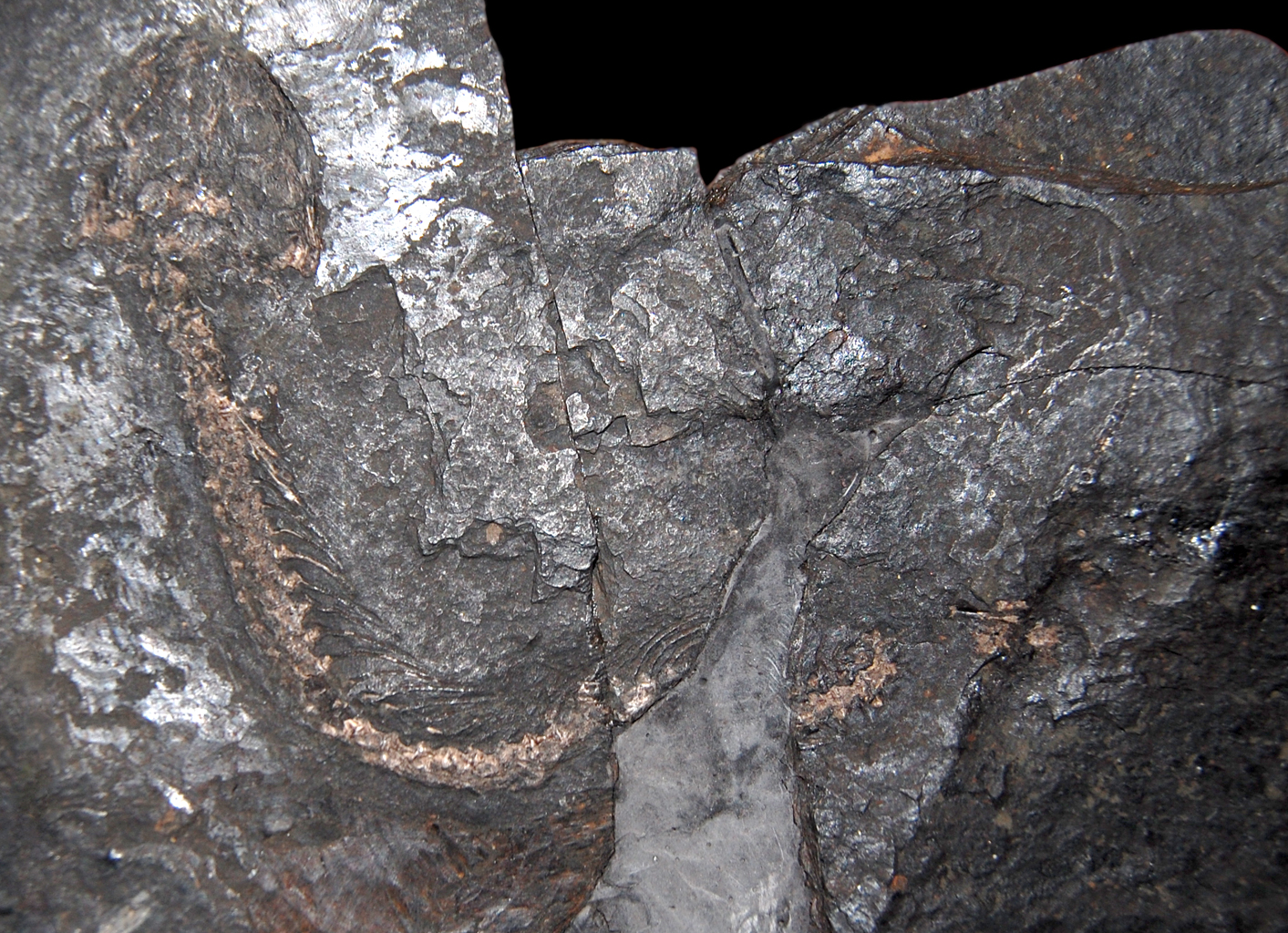
Fósil

Microbrachis es un género extinto de lepospóndilos que vivieron a finales del período Carbonífero en lo que hoy es la República Checa. Microbrachis presentaba un cuerpo semejante a un caudado, exhibiendo más de 40 vértebras en lugar del promedio de entre 15 y 26 de sus especies cercanas. Tenía una longitud de 15 cm. Probablemente pudo nadar a base de movimientos laterales del cuerpo tal y como hacen los peces sin usar sus pequeñas extremidades. Microbrachis se alimentaba probablemente de plancton del agua fresca como por ejemplo de gambas. Microbrachis era pedomórfico, conservando las branquias del estado larval hasta la adultez. 